# Ƹ
Ej réfléchi (capitale Ƹ, minuscule ƹ), aussi écrit ezh réfléchi, est une lettre qui est utilisée dans certaines transcription de l’écriture arabe et comme alternative à la lettre epsilon ‹ ɛ › dans l’écriture de certaines langues berbères. Elle fait aussi partie de l’alphabet oubykh proposé par Adam Dean.

## Linguistique
La lettre ej réfléchi (‹ Ƹ › et ‹ ƹ ›) est utilisée pour représenter une consonne fricative pharyngale voisée [ʕ] par certains auteurs principalement dans les années 1950 et 1960, dont notamment J. R. Firth, et T. F. Mitchell, F. R. Palmer, suivant la pratique de l’époque. Elle a aussi été utilisé comme tel en 1975 par Hilary Wise, en 1976 par Sidney Allen ou par Hinds et Badawi dans les années 1980.
Sa forme proviendrait du ej réfléchi ‹ ʒ › ou d’un trois renversé ‹ ↋ › (cité comme symbole proposé dans les Principles de l’Association phonétique internationale de 1949), rappelant le forme du ʿayn ‹ ع › de l’alphabet arabe.
La lettre figure dans l’Alphabet africain de référence de Mann et Dalby de 1982.
Ulrich Seeger utilise la lettre avec la forme de ʿayn ‹ ع › (avec une majuscule plus grande que la minuscule), dans sa description de l’arabe parlée à Hébron.
La lettre est encore parfois utilisée plus récemment, par exemple par Arwa Abdulrasoul Salman dans un article sur l’arabe de Baghdad publié en 2021.

## Représentations informatiques
Ej réfléchi peut être représenté avec les caractères Unicode suivants :
| formes    | représentations | chaînes de caractères | points de code | descriptions                        |
| --------- | --------------- | --------------------- | -------------- | ----------------------------------- |
| capitale  | Ƹ               | Ƹ                     | U+01B8         | lettre majuscule latine ej réfléchi |
| minuscule | ƹ               | ƹ                     | U+01B9         | lettre minuscule latine ej réfléchi |

## Sources
- (en) « Ubykh language, alphabet and pronunciation », sur Omniglot.com
- (en) Sidney Allen, « The PIE aspirates: phonetic and typological factors in reconstruction », dans Linguistic studies offered to Joseph Greenberg, vol. 2 : Phonology, Anma Libri, 1976 (lire en ligne)
- Patrick Andries, La police OpenType Hapax Berbère, 2008 (lire en ligne)
- (en) Peter Constable, « The “international niamey keyboard” Layout », 16 mai 2003
- (en) J. R. Firth, « Sounds and prosodies », Transactions of the Philological Society, vol. 47, no 1,‎ 1948, p. 127–152 (DOI 10.1111/j.1467-968X.1948.tb00556.x)
- (en) Martin Hinds et El-Said Badawi, A dictionary of Egyptian Arabic, Beirut, Librairie du Liban, 1986 (réimpr. 2009) (ISBN 978-9953-86-522-5 et 9953865221)
- (en) Bruce Ingham, « Some characteristics of Meccan speech », Bulletin of the School of Oriental and African Studies, vol. 34, no 2,‎ 1971, p. 273–297 (DOI 10.1017/s0041977x00129544, JSTOR 612692)
- (en) International Phonetic Association, The principles of the International Phonetic Association, being a description of the International Phonetic Alphabet and the manner of using it, illustrated by texts in 51 languages, Londres, University College, Department of Phonetics, 1949
- (en) T. M. Johnstone, « A Definite Article in the Modern South Arabian Languages », Bulletin of the School of Oriental and African Studies, University of London, vol. 33, no 2,‎ 1970, p. 295–307 (DOI 10.1017/S0041977X00103362, JSTOR 613006)
- (en) T. M. Johnstone, « Dual Forms in Mehri and Ḥarsūsi », Bulletin of the School of Oriental and African Studies, University of London, vol. 33, no 3,‎ 1970, p. 501–512 (DOI 10.1017/S0041977X00126539, JSTOR 614519)
- (en) T. M. Johnstone, « The Language of Poetry in Dhofar », Bulletin of the School of Oriental and African Studies, University of London, vol. 35, no 1,‎ 1972, p. 1–17 (DOI 10.1017/S0041977X00107335, JSTOR 612791, lire en ligne)
- (en) T. F. Mitchell, « The Active Participle in an Arabic Dialect of Cyrenaica », Bulletin of the School of Oriental and African Studies, University of London, vol. 14, no 1,‎ février 1952, p. 11–33 (DOI 10.1017/S0041977X00084160, JSTOR 608504)
- (en) T. F. Mitchell, « Particle-Noun Complexes in a Berber Dialect (Zuara) », Bulletin of the School of Oriental and African Studies, University of London, vol. 15, no 2,‎ juin 1953, p. 375–390 (DOI 10.1017/S0041977X00111152, JSTOR 608556)
- (en) T. F. Mitchell, An introduction to Egyptian colloquial Arabic, Londres, Oxford University Press, 1956 (réimpr. 1978) (ISBN 0-19-815149-7 et 9780198151494)
- (en) T. F. Mitchell, « Prominence and Syllabication in Arabic », Bulletin of the School of Oriental and African Studies, University of London, vol. 23, no 2,‎ juin 1960, p. 369–389 (DOI 10.1017/S0041977X00149997, JSTOR 609703)
- (en) T. F. Mitchell, Colloquial Arabic, Londres, Teach Yourself Books, 1962 (ISBN 0-340-05774-2, lire en ligne)
- (en) F. R. Palmer, « The ‘Broken Plurals’ Of Tigrinya », Bulletin of the School of Oriental and African Studies, vol. 17, no 3,‎ 1955, p. 548-566 (DOI 10.1017/s0041977x00112455)
- (en) Geoffrey K. Pullum et William A. Ladusaw, Phonetic Symbol Guide, Chicago ; London, The University of Chicago Press, 1996, 320 p. (ISBN 0-226-68535-7, lire en ligne)
- Arwa Abdulrasoul Salman, « The Phonological behaviour Of final consonant clusters in Baghdadi Arabic », Palarch’s Journal Of Archaeology Of Egypt/Egyptology, vol. 18, no 1,‎ 2021, p. 5177-5184 (ISSN 1567-214x, lire en ligne)
- (de) Ulrich Seeger, Der arabische Dialekt von il-Xalīl (Hebron), Karlsruhe, 1996 (lire en ligne)
- (en) Hilary Wise, A transformational grammar of spoken Egyptian Arabic, Oxford, Blackwell for the Philological Society, 1975 (lire en ligne)